# Korean Movie Database
Korean Movie Database (KMDb) là thông tin dữ liệu trực tuyến Hàn Quốc liên quan đến phim Hàn Quốc, hoạt hình, diễn viên, chương trình truyền hình, nhà sản xuất, thông tin cá nhân và một số thông tin liên quan khác. KMDb phát hành vào tháng 2 năm 2006 bởi Korean Film Archive. Trong khi nó được xây dựng sau khi dữ liệu lưu trữ thương mại của Mỹ, Internet Movie Database, được phát hành như trang web công cộng.

## Liên kết
- The Korean Movie Database – Trang chủ chính thức